# کامنیتسکی شنوو
کامنیتسکی شنوو (به چکی: Kamenický Šenov) یک منطقهٔ مسکونی در جمهوری چک می باشد که در ناحیه تشسکا لیپا واقع شده‌است. کامنیتسکی شنوو ۴٬۱۴۶ نفر جمعیت دارد.